# ミッチの独言倶楽部
『ミッチの独言倶楽部』（みっちのひとりごとくらぶ）は、堀江美都子のオリジナル・ミニアルバム（LP盤）。1981年12月25日に日本コロムビアより発売されている。
このアルバムの実質上のプロデュースは堀江本人である。全曲とも堀江本人が作詞を手掛けている。
1977年から1991年にMBSラジオにて同名のラジオ番組も放送していた

## 収録曲

### SIDE 1 陽だまりの中の日曜日
1. 挿入歌・Morning Rain [2:45]
作詞：堀江美都子・竜真知子、作曲・編曲：Miw（三浦義和・浜田良美・津村泰彦）
2. 挿入歌・Dream Dream [0:42]
作詞：堀江美都子、作曲・編曲：Miw（三浦義和・浜田良美・津村泰彦）
3. 挿入歌・バイオリンのおけいこ [3:22]
作詞：堀江美都子、作曲・編曲：Miw（三浦義和・浜田良美・津村泰彦）

### SIDE 2 あなたが好き
1. 挿入歌・November Rainy Day [4:18]
作詞：堀江美都子、作曲・編曲：Miw（三浦義和・浜田良美・津村泰彦）
2. 挿入歌・いつもそばにいて [4:10]
作詞：堀江美都子・竜真知子、作曲・編曲：Miw（三浦義和・浜田良美・津村泰彦）
3. 挿入曲・Morning Rain [0:40]
作曲・編曲：Miw（三浦義和・浜田良美・津村泰彦）